# Black Cyclone
Black Cyclone è un film del 1925, diretto da Fred Jackman.